# Jean André Tavernier
Pour les articles homonymes, voir Tavernier.
Jean André Tavernier est un homme politique français né le 18 février 1777 à Annonay (Vivarais) et mort le 24 mars 1850 à Annonay (Ardèche).

## Biographie
Jean André Tavernier naît le 18 février 1777 et est baptisé le lendemain à Annonay. Il est le fils d'André Tavernier, avocat en parlement et vice-bailli d'Annonay, et de son épouse, Catherine Dumoulin.
Propriétaire, maire d'Annonay au cours de la monarchie de Juillet, Jean André Tavernier est député de l'Ardèche de 1831 à 1846, siégeant au centre droit.
Il décède le 24 mars 1850 en son château d'Annonay. 

## Sources
- « Jean André Tavernier », dans Adolphe Robert et Gaston Cougny, Dictionnaire des parlementaires français, Edgar Bourloton, 1889-1891 [détail de l’édition]